# Ґумбрен
Ґумбрен (Catalan pronunciation: [ɡumˈbɾɛn]) — село в Іспанії, у складі автономної спільноти Каталонія, провінції Жирона. Муніципалітет займає площу 43,3 квадратного кілометра (16,7 миля2), а населення в 2014 році становило 195 осіб.